# Slave Trade Act 1807
Le Slave Trade Act 1807, officiellement Abolition of the Slave Trade Act 1807, est une loi du Parlement du Royaume-Uni adoptée le 25 mars 1807, sur l'abolition de la traite des esclaves. L'acte original est conservé aux Parliamentary Archives (en).
L'acte abolit la traite négrière dans l'Empire britannique, en particulier le commerce triangulaire dans l'océan Atlantique, et a également encouragé l'action britannique à faire pression sur d'autres États européens pour abolir le commerce d'esclaves de leur côté. Pour autant, la loi n'a pas aboli l'esclavage en lui-même car ce n'est que 26 ans plus tard que l'esclavage est aboli.
L'esclavage sur le sol anglais n'était pas conforme dans le droit anglais, point confirmé dans le procès Somerset v Stewart (en) en 1772, mais il est resté légal dans la majeure partie de l'Empire britannique jusqu'au Slavery Abolition Act 1833.